# Rufino Tamayo
Rufino Tamayo (ur. 25 sierpnia 1899 w Oaxaca, zm. 24 czerwca 1991 w Meksyku) – meksykański malarz.

## Życiorys
Pochodził z rodziny zapoteckiej, był synem Manuela Arellanesa i Florentiny Tamayo. Studiował w Escuela Nacional de Bellas Artes (akademii sztuk pięknych) w mieście Meksyk, był kierownikiem pracowni etnograficznego rysunku Muzeum Antropologii w mieście Meksyk. W latach 20. przez pewien czas mieszkał w USA, w 1929 wrócił do Meksyku. Od 1937 do 1949 ponownie mieszkał w USA (Nowym Jorku) wraz z żoną Olgą, w 1949 przeniósł się do Paryża, skąd po 10 latach wrócił do kraju. Na początku jego twórczość była bliska realizmowi, później rozwinął własny liryczny styl w obrazach i muralach na pograniczu surrealizmu i ekspresjonizmu, figuracji i abstrakcji, których głównymi motywami były: światło, świat zwierząt i meksykańska mitologia. Był reformatorem meksykańskiego malarstwa po muralizmie - jako pierwszy odrzucił społeczne i polityczne treści tzw. szkoły meksykańskiej skupiającej autorów murali. W ich miejsce proponował czysty język malarski, formę, barwę i elementy sztuki prekolumbijskiej. Do jego najważniejszych dzieł należą Wyjący pies (1942), Uwolnione ptaki (1956) i murale, m.in. w gmachu UNESCO w Paryżu (1958) i Muzeum Antropologii w mieście Meksyk (1964).